# Будянський фаянсовий завод
Будянський фаянсовий завод (до 1923 — завод «Тов-во порцелянових і фаянсових виробів М. С. Кузнєцова», 1923—1929 — «Серп і молот», 1929—1932 — «Фаянсовий завод Буди», в 1932—1991 — «Будянський фаянсовий завод») — колишнє підприємство в смт. Буди (Харківська область). Випускав керамічні (фаянсові) вироби для домашнього господарства та декоративні керамічні вироби. Продукція відрізнялася високою якістю і художнім виконанням. При виробництві використовувався метод штампованого (відбиток) нанесення зображення, а також ручний розпис.

## Історія заводу

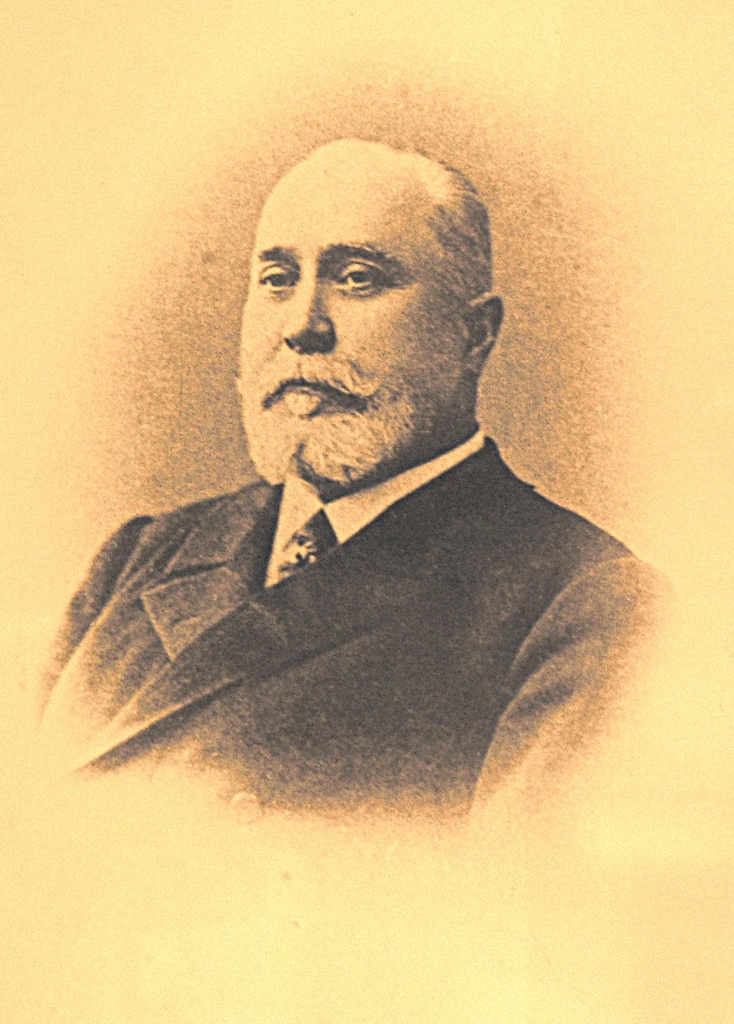
Засновник заводу Кузнєцов М. С.

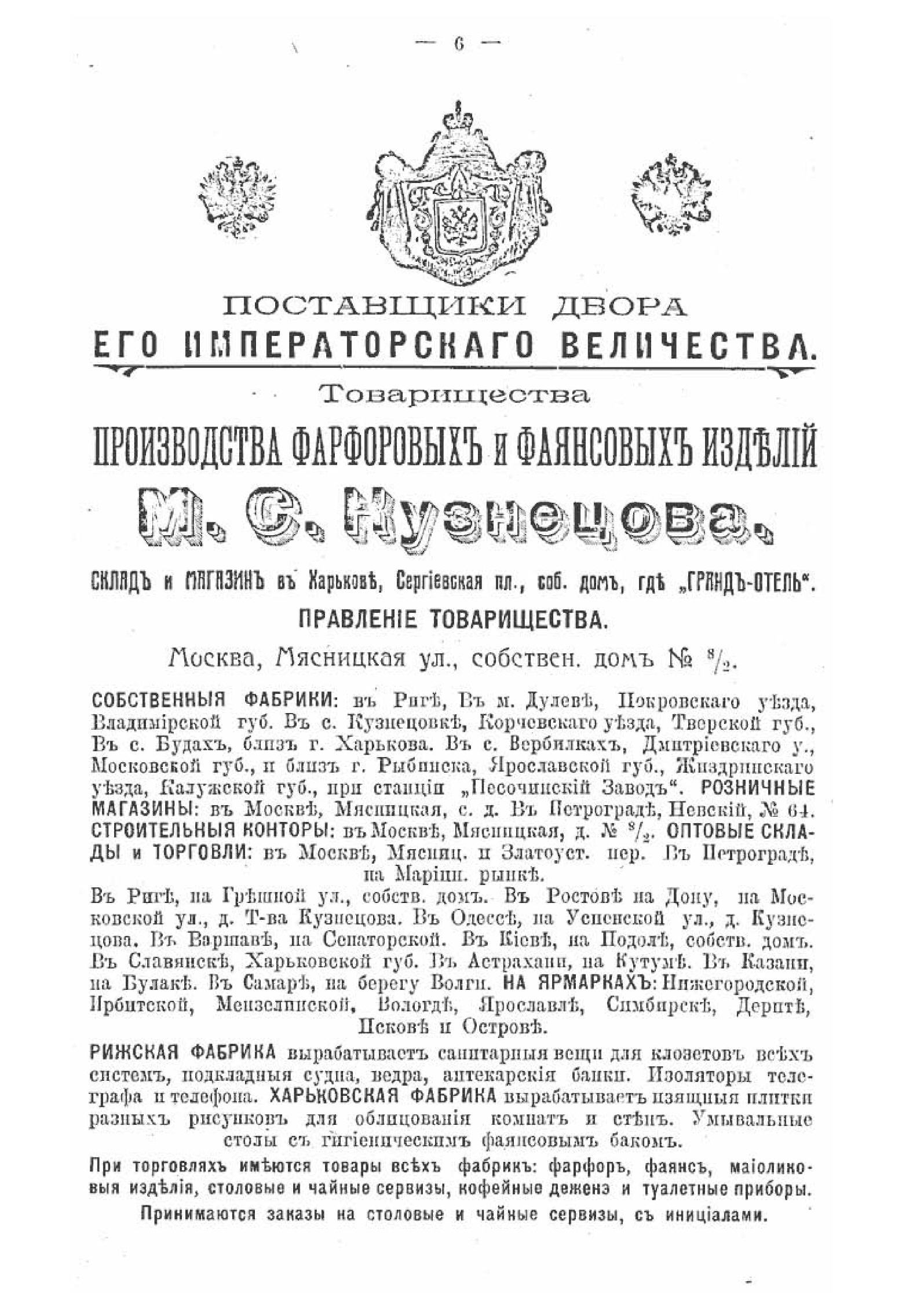
Реклама Товариства Кузнєцова М. С. Серед підприємств вказано Будянський завод. (1917 рік)

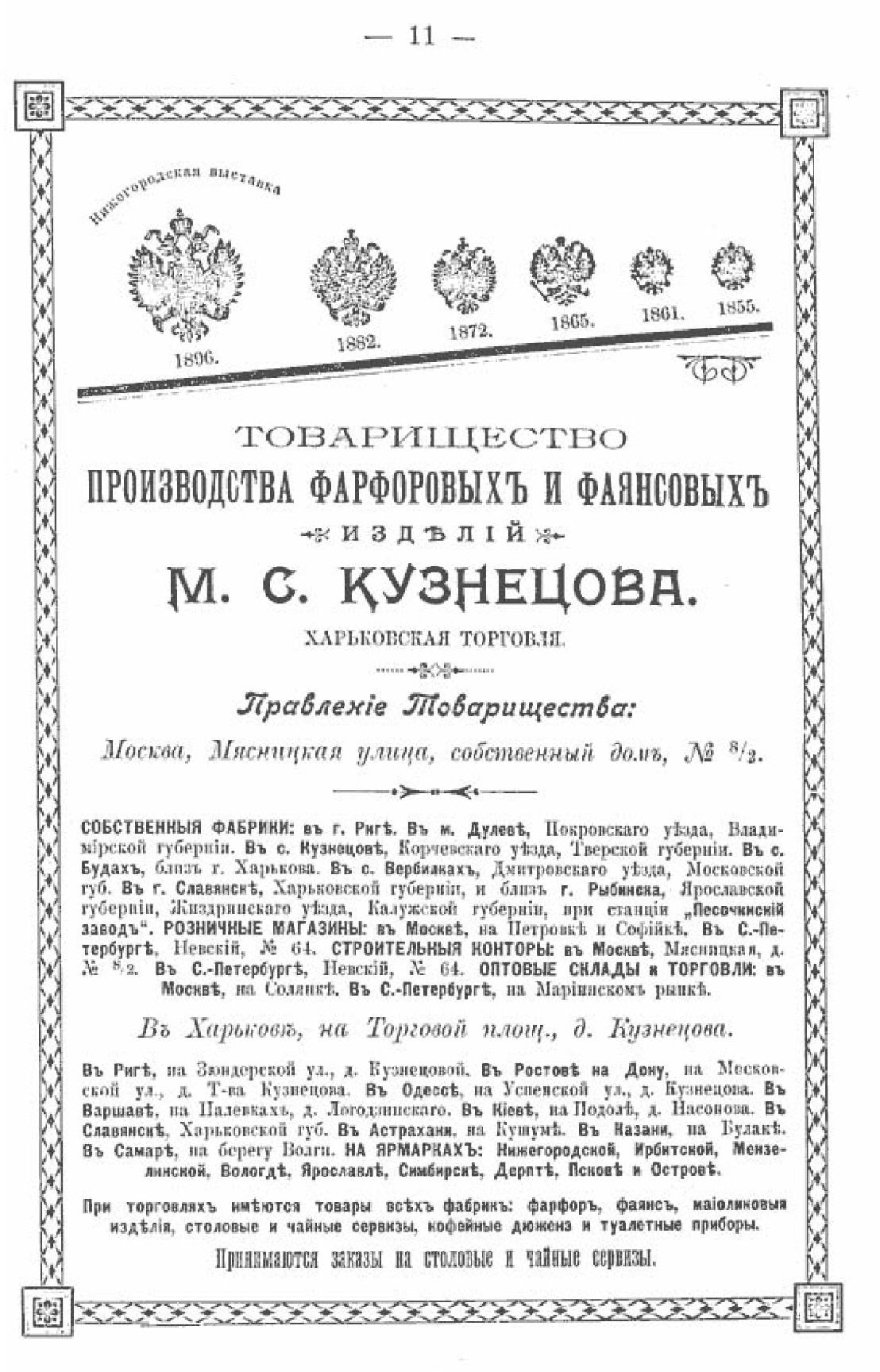
Реклама Товариства Кузнєцова М. С. Серед підприємств вказано Будянський завод. (1902 рік)

У 1867 році Кузнєцов Матвій Сидорович (постачальник російського імператорського двору з 1902 року) засновує фаянсову фабрику в селі Байрак.
У 1886 році Кузнєцов переносить фаянсову фабрику з села Байрак в село Буди. Це було викликано тим, що в 1870 році через село була прокладена залізнична гілка Мерефа — Люботин. У селі був побудований залізничний вокзал. Першими цехами для виробництва послужили куплені Кузнєцовим приміщення колишньої винокурні поміщика Т. Г. Котляра.
У 1887 році почала роботу «Ново-Харківська фабрика М. С. Кузнєцова в селі Буди». Будянський завод був четвертим заводом, який увійшов в «Товариство виробництва фарфорових та фаянсових виробів М. С. Кузнєцова». Товариство почало діяти з 1889 року, до початку XX століття в нього входили вже 8 найбільших заводів Російської імперії. Першим управляючим став О. О. Рибалка.
З 1892 а на заводі почали виготовляти вироби з фаянсу. До цього, в перші роки роботи заводу, вироблявся напівфаянс.
У 1894 році освоєно виробництво порцелянових виробів.
На 1895 рік, вироблялося більше 1000 зразків всіляких предметів на суму до 500 000 карбованців на рік. Фабрика мала 9 горнів, з них 3 для випалу порцеляни і 6 для випалу фаянсу. Робітників було 2141 осіб.
В кінці XIX століття обсяг виробництва досяг 6,5 млн фаянсових виробів в рік, а в 70-х роках XX століття завод виготовляв близько 80 млн фаянсовий виробів в рік.
Під час революції 1905 року на Будянському заводі (як і на багатьох підприємствах Імперії) відбувалися страйки. 11 жовтня 1905 року 2,5 тис. робітників застрайкували, вимагаючи підвищення зарплатні.
Після революції 1923 року завод був націоналізований. Багато робітників заводу билися в складі Люботинського червоногвардійського загону. Брали участь у боях проти австро-німецьких окупантів під Змієвом і Лисичанськом, брали участь в розгромі денікінців і врангелівців.
У 1922 році увійшов до складу Всеукраїнського тресту «Укрфарфорфаянсстекло».
У 1923—1929 роках носив назву «Серп і молот».
У 1929—1932 роках носив назву «Фаянсовий завод Буди».
У 1932—1991 роках носив назву «Будянський фаянсовий завод».
Під час Другої світової війни завод був зруйнований. Його відновили повністю до 1953 року.
У 1970-ті річний обсяг виробництва сягав 80 млн одиниць фаянсових виробів.
Після 1991 року завод був акціонований.
На середину 2000-х завод виробляв 21 млн одиниць на рік, штат робітників та службовців становив 1,7 тис. Продукція, крім внутрішнього ринку, надходила до Азербайджану, Росії, Молдови, Словаччини, Туреччини, Німеччини, Болгарії, Франції, Польщі та країн Балтії.
2 листопада 2006 року Господарський суд Харківської області визнав банкрутом виробника керамічних виробів ЗАТ «Будянський фаянс». Завод, який пропрацював майже 120 років, в 2006 році припинив випуск продукції.
2 листопада 2021 шестиповерховий корпус заводу підірвали.

## Роль заводу в житті Буд
Будянський фаянсовий завод був основним підприємством Буд, на ньому працювали кожен четвертий мешканець селища. З самого початку свого існування завод відігравав велику роль в житті селища.
На кошти Кузнєцова в Будах були відкриті: лікарня, лазня, школа для робітників та їхніх дітей, ремісниче училище, бараки і гуртожитки, була підведена телефонна лінія. Також була відкрита фабрична бібліотека (1897 рік), яку вважали зразковою в губернії.

## Товар
З самого початку існування підприємства продукція відрізнялася високою якістю і художнім виконанням.
На початку на заводі тільки копіювали зарубіжні зразки — за формою та декором. Згодом, коли ринок збуту торкнувся сільське населення і міщан, з'явився посуд в народному стилі: миски, кухлі, глечики, господарські банки, прикрашені квітами і букетами, дуже близькими до народних настінних розписів і малюнків на скринях. Кузнєцов, вперше в Імперії використовував малюнок, нанесений штампом за допомогою трафарету, який поєднаний з ручною допискою. Дуже скоро «Будянський фаянс» став найбільшим і самобутнім підприємством з випуску столового фаянсу на українських землях.
Кузнєцов, будучи прихильником розвитку, постійно удосконалював технологію виробництва. У 1910 році французька фірма «Фор» випустила автомати для формування чашок з товстими стінками, майже відразу ж дані автомати з'явилися в Будах. У 80-ті роки в Західній Європі стало модним прикрашати порцеляну перекладними малюнками способом декалькоманії — кольорового друку, повністю імітуючи ручний розпис, ця технологія була швидко освоєна і в Будах.
Незадовго до закриття на підприємстві застосовувалися такі технології як: глибокий друк, шовкографія, ангоб, деколь, живопис.
Будянські керамісти створили свій неповторний стиль — «будянський фаянс». В різні часи на підприємстві працювало 18 художників — членів Спілки художників України. Колектив митців сформувався у 1950-ті за ініціативою директора заводу М. Гончарова. Очолив творчу лабораторію у 1948 році головний художник С. Панасюк. З заводом пов'язані життя та діяльність відомих художників — Р. Вакули, Г. Чернова, М. Ніколаєва, Ю. Піманкіна, О. Рибіної, І. Сень, Г. Кломбицької, Б. Пяниди, Л. Антонової, В. Сідака, В. Родіонової та інших.
Нагороди: Велика золота медаль на Всесвітній виставці в Парижі (1889); право «Товариству М. С. Кузнєцова» називатись «Поставщик Двора Его Императорского Величества» (1902); лауреат національного конкурсу «Вища проба» (2003).

## Клейма
На вироби Будянського фаянсового заводу (як і вироби інших підприємств) наносилися клейма, із зазначенням найменування підприємства (або його емблеми), а також часто і клас якості.

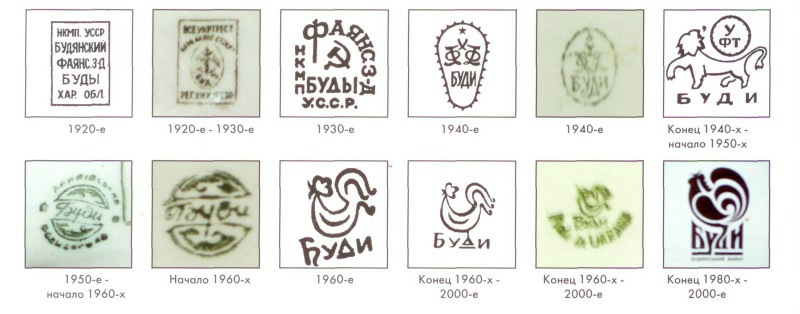
Зміни товарного знаку заводу.

C початку 60-х років XX століття емблемою підприємства був півень. У період СРСР вироби, які йшли на експорт, несли злегка змінену емблему. До «півня» додавалася напис англійською мовою «Made in USSR», що йшла півколом по нижній частині малюнка. З 1991 року цей напис було замінено на «Made in Ukraine».
Різновиди клейм

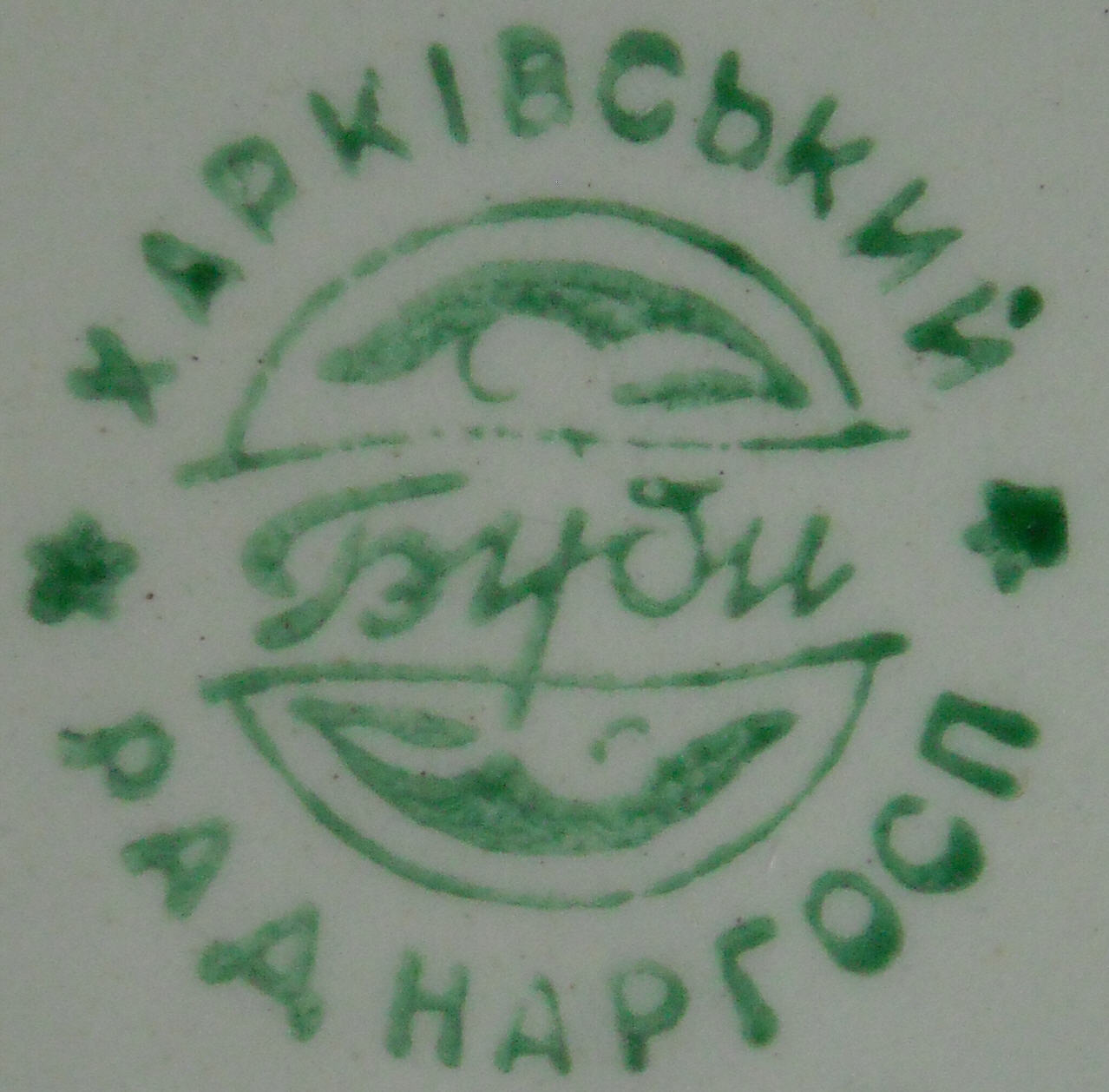
Клеймо на тарілці виробленої у 1957-66 роках. Підприємство у складі Харківського раднаргоспу
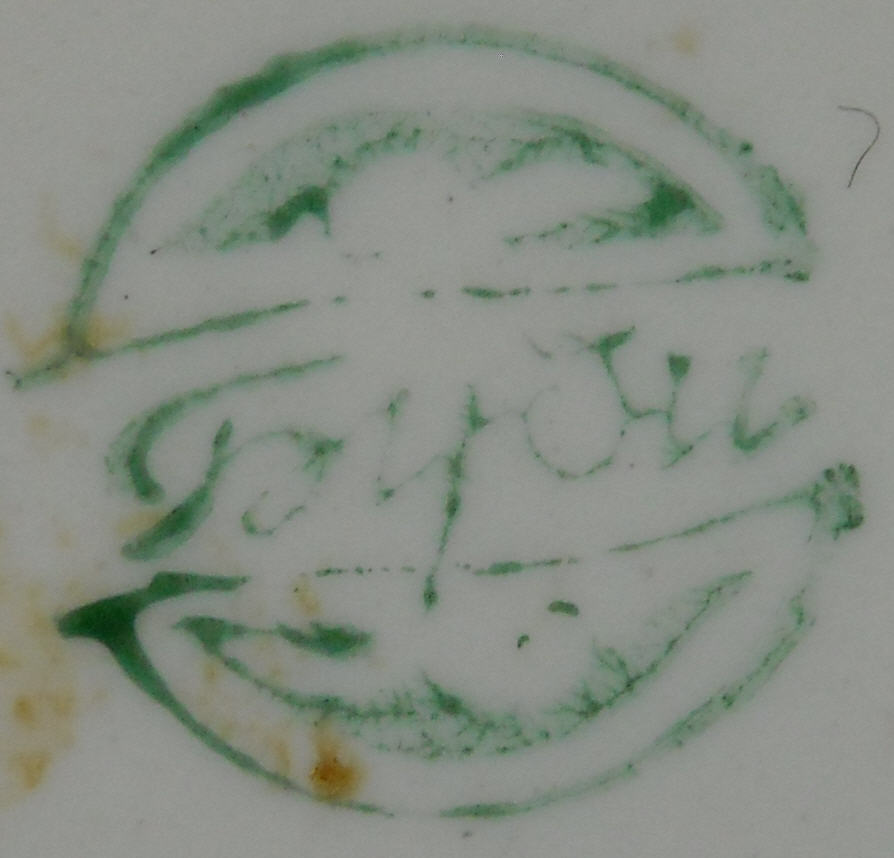
Клеймо на тарілці виробленої напочатку 60-х років (після 1961 р.)
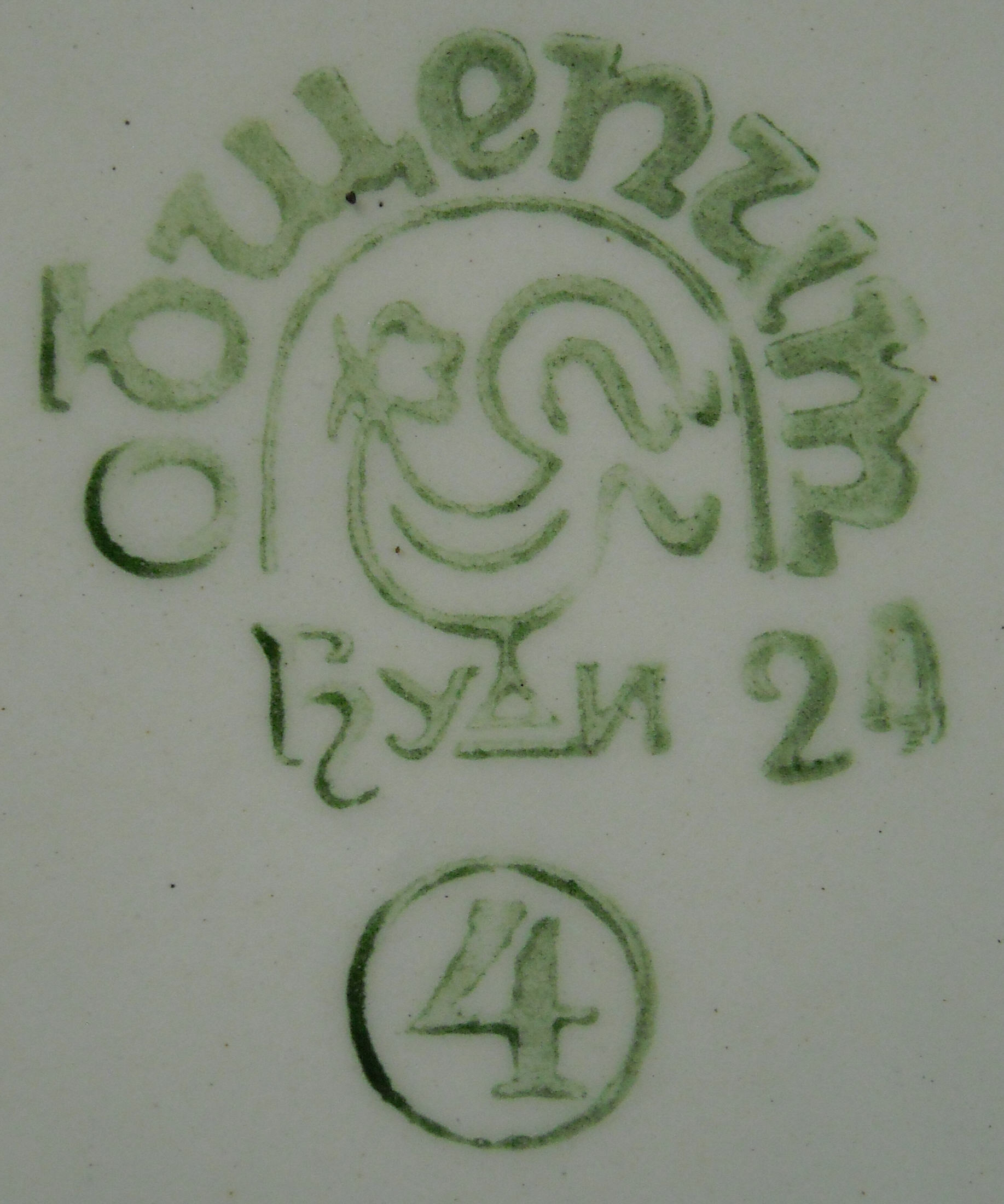
Клеймо на тарілці виробленої для мережі «Общепит» (вироблено до 1991 р.)
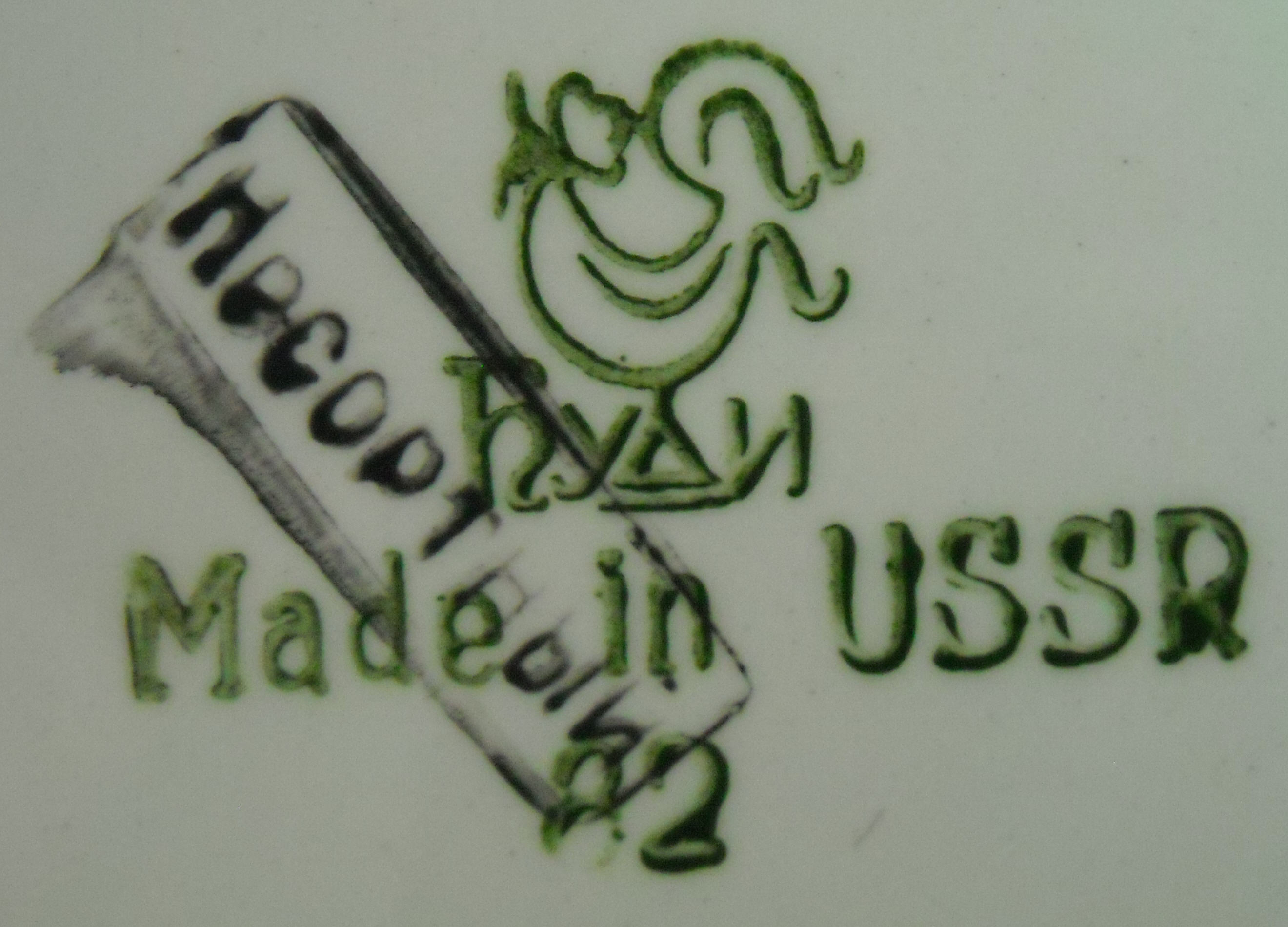
Клеймо на тарілці виробленої на експорт (вироблено до 1991 р.)
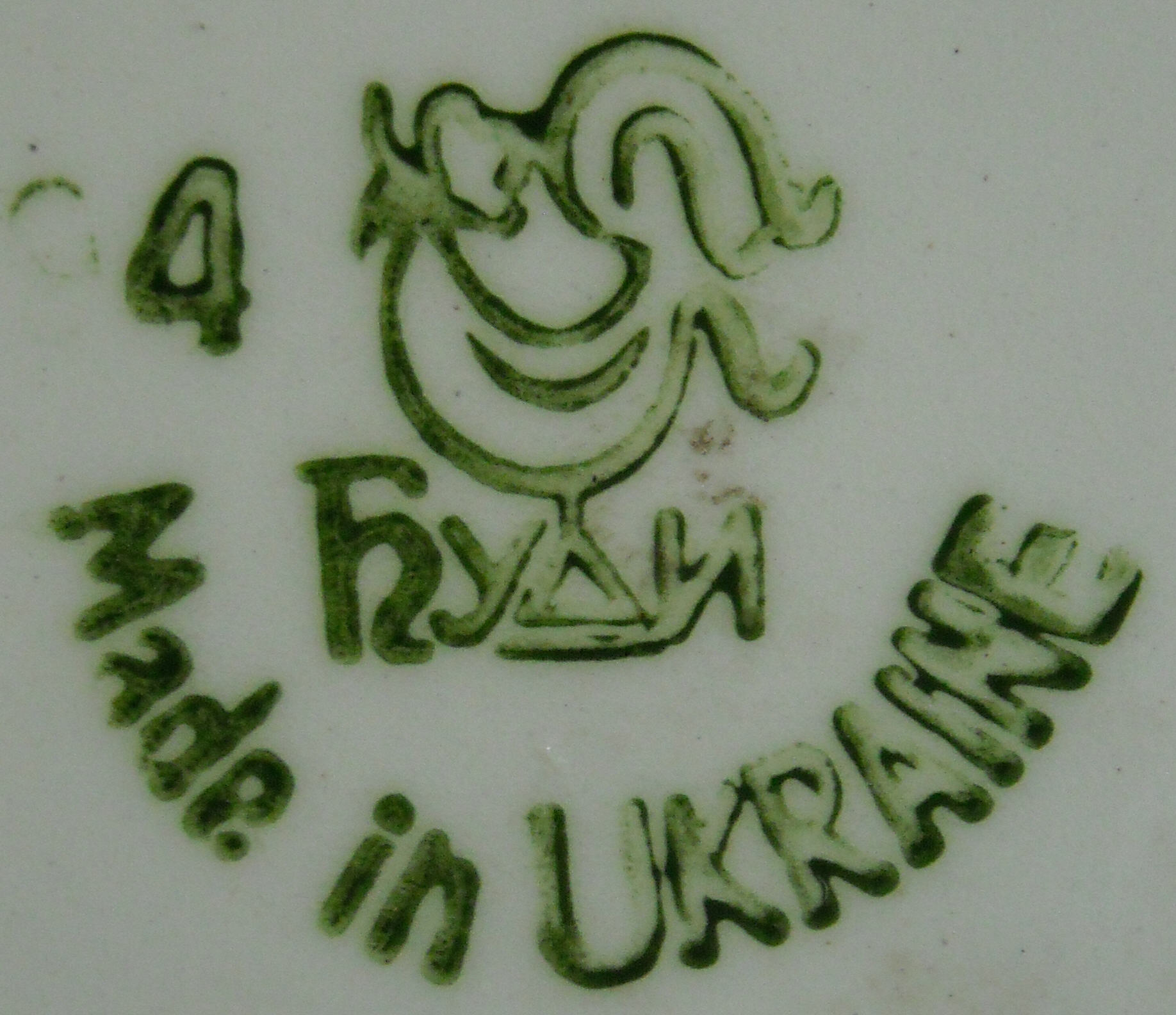
Клеймо на тарілці виробленої на експорт (вироблено після 1991 р.)

## Галерея вироби

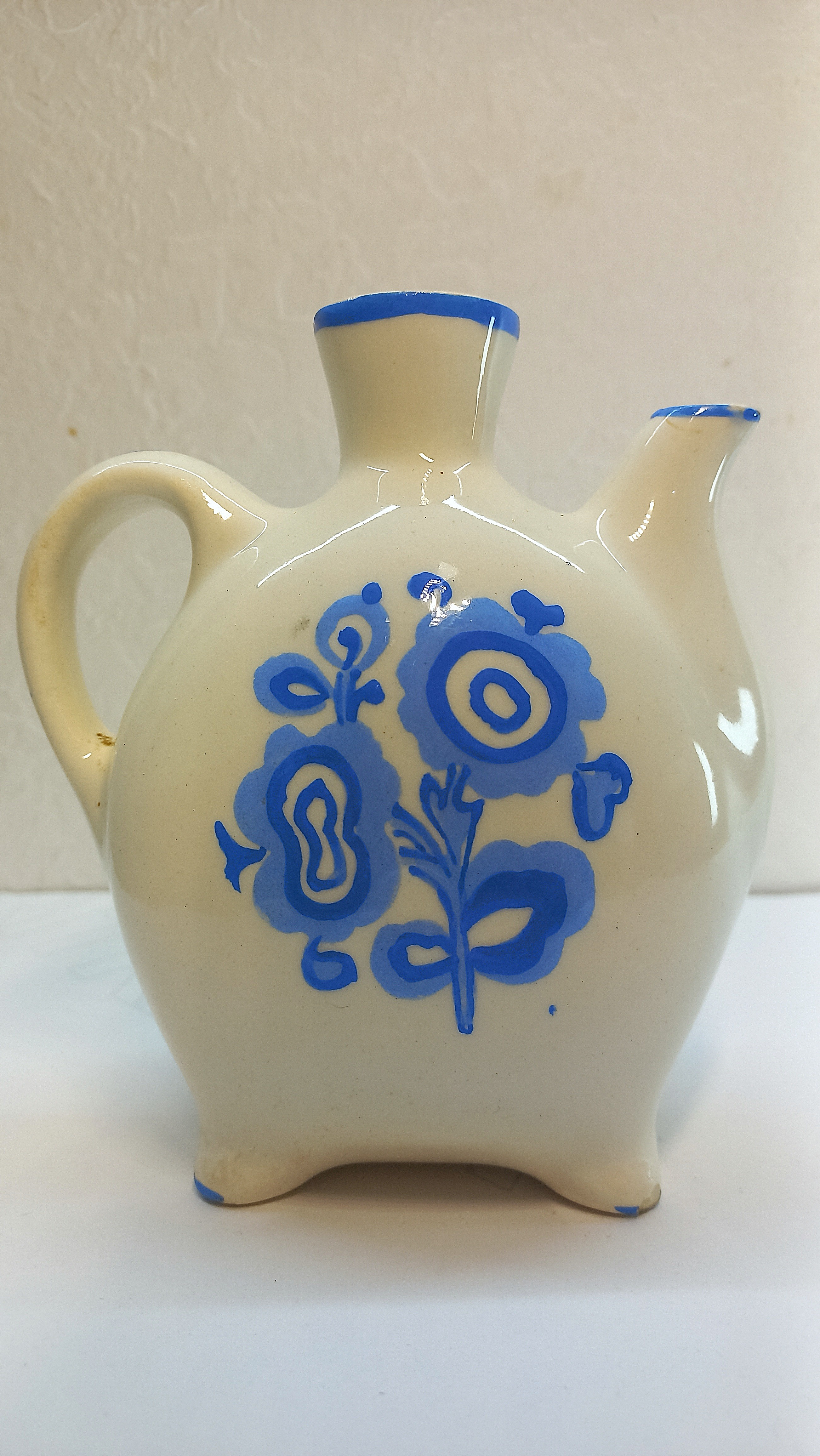
Плесканець